# 罗宗贤 (1905年)
罗宗贤（1905年—1974年），男，湖南浏阳人，中国眼科专家、医学教育家，曾任中国医科大学眼科教研组主任、教授，第三届全国人大代表。